# Бэиле-Тушнад
Бэ́иле-Тушна́д (рум. Băile Tuşnad, венг. Tusnádfürdő Тушнадфюрдё) — город в Румынии, в жудеце Харгита. Основан в 1842, статус города получил в 1968. Горный курорт (высота над уровнем моря 650 м), знаменитый своими минеральными источниками.
Население около 1800 чел., это самый маленький город Румынии. Более 90 % населения составляют румынские венгры-секеи (1615 из 1728, то есть 93,5 %, по переписи 2002).
Согласно данным переписи населения 2016 года, в городе насчитывалось 1684 жителя.
В Бэиле-Тушнад имеются католический собор и православная церковь с уникальными настенными росписями (в том числе, и на наружных стенах).
Неподалёку от города на высоте 960 м расположено единственное в Румынии озеро вулканического происхождения Сфынта-Ана (Св. Анны).

## Климат
Климат умеренный континентальный, субальпийский. Зима мягкая; средняя температура января –7 °С. Лето умеренно теплое; средняя температура июля 17,5 °С. Осадков до 700 мм в год. Сильных ветров обычно не бывает. Воздух очень чистый, насыщен озоном, отрицательными аэроионами и хвойным ароматом.

## Курорт
Первое письменное упоминание о водах Тушнад относится к XVII веку. Источники были местом паломничества местных жителей. Курорт на водах Бэиле-Тушнад был открыт во второй половине XIX века.
Природные лечебные факторы: мягкий горный климат, мофеты (выходы на поверхность углекислого газа), холодные и термальные (8 - 57 °С) углекислые воды. Углекислые железистые слабоминерализованные воды используют для питьевого лечения и в бассейнах. Одним из основных методов курортного лечения по праву считаются «сухие» углекислые ванны (в специальных кабинах над мофетами – содержание CO2 - 78,2, - 90%).
Показания для лечения. Заболевания сердечно-сосудистой и нервной систем, сопутствующие болезни органов пищеварения, почек и мочевыводящих путей. 